# Sydvestjyske Museer
Sydvestjyske Museer er et statsanerkendt kulturhistorisk museum. De har det arkæologiske ansvar i Esbjerg -, Fanø, Vejen og Billund kommune.
Selskabet opstod 1. januar 2008 i forbindelse med kommunalreformen, som en fusion mellem Den antikvariske Samling og Esbjerg Museum.

## Den antikvariske Samling
Den antikvariske samling opstod i 1855 og betragtes som provinsens ældste museum.
Initiativtager til dette var J.F. Kinch og opstarten foregik på Ribe Katedralskole - men flyttede senere over i Sct. Catharinæ Kloster.
I 1866 indeholdt samlingen 357 numre bestående af oldsager, enkelte genstande fra Middelalderen og en møntsamling.
I 1888 var samlingen på 500 genstande og det var her C.N. Termansen overtog ansvaret for samlingen.
Fra 1898 havde samlingen plads i kælderen på Ribe Kunstmuseum og havde hele 7.500 genstande i samlingen.
Samlingen har senere haft til huse i kælderen ved Porsborg og Hans Tausens Hus.

## Den antikvariske Samlings magasin
Samlingen har i dag langt over 1 million genstande, der kan ses online.
Fysisk opbevares samlingen i nye og topmoderne faciliteter fra 2005 på Ørstedsvej i Ribe. Faciliteter, som det i 2020 blev besluttet at udvide.

## Sydvestjyske Museer er en stor organisation, der indeholder
- Museet Ribes Vikinger
- Esbjerg Museum
- Ribe Domkirkemuseum
- Esbjerg Vandtårn
- Historisk Samling fra Besættelsestiden[7]
- Bramming Egnsmuseum
- Jacob A. Riis Museum
- HEX! Museum of witch hunt
- Skoletjenesten Quedens Gaard[8]
- Rådhussamlingen i Ribe[9]

Museets administration ligger i nærheden af Museet Ribes Vikinger, på Tangevej 6 i Ribe.